# Lance Kinsey
Lance Kinsey (Calgary, 13 de junio de 1954) es un actor y guionista canadiense, conocido por su papel de Teniente Proctor en la serie de películas Loca Academia de Policía.

## Vida y carrera
Kinsey nació en Calgary, Alberta, Canadá, y creció en Chagrin Falls, Ohio. Asistió a la Escuela Hawken en Gates Mills, Ohio y se graduó de la Universidad de Vanderbilt en Nashville, Tennessee.  Se especializó en teatro y después de la universidad fue aprendiz en el Actors Theatre of Louisville. Luego actuó con otros teatros regionales, teatros con cena y compañías de gira nacionales.
Kinsey se mudó a Chicago y se unió al grupo de comedia Second City Chicago donde escribió y protagonizó varias revistas consecutivas. Enseñó improvisación en escuelas secundarias y universidades, incluyendo Columbia College Chicago en Illinois, así como en el Goodman Theatre. Fue nominado a dos Premios Joseph Jefferson.
Kinsey ha aparecido en producciones de televisión, cine y teatro, pero probablemente sea más conocido por el público como Proctor, el altivo aliado del Comandante Mauser y el Capitán Harris en la serie de película "Police Academy". Kinsey también escribe y produce para televisión y cine. Apareció en un episodio de The Amanda Show en 1999.

## Vida privada
Kinsey está casado, su esposa es Nancy, se conocieron en Chicago en The Second City. Tienen un hijo, Matt, y una hija, Logan. Viven en Los Ángeles, California.

## Filmografía
| Film | Film                                     | Film                                                    | Film                                  |
| Año  | Título original                          | Título español                                          | Papel                                 |
| ---- | ---------------------------------------- | ------------------------------------------------------- | ------------------------------------- |
| 1982 | Things Are Tough All Over                | Todo está muy duro                                      | Cirujano plástico                     |
| 1983 | Doctor Detroit                           | -                                                       | Peatón                                |
| 1983 | Class                                    | -                                                       | Entrenador de perros/ Cliente del bar |
| 1985 | Police Academy 2: Their First Assignment | Loca academia de policía 2: Su primera misión           | Lt. Proctor                           |
| 1986 | Police Academy 3: Back in Training       | Loca academia de policía 3: De vuelta a la escuela      | Lt. Proctor                           |
| 1987 | Police Academy 4: Citizens on Patrol     | Loca academia de policía 4: Los ciudadanos se defienden | Lt. Proctor                           |
| 1988 | Police Academy 5: Assignment Miami Beach | Loca academia de policía 5: Operación Miami Beach       | Lt. Proctor                           |
| 1988 | Portrait of a White Marriage             | -                                                       | Staffer #2                            |
| 1989 | Police Academy 6: City Under Siege       | Loca academia de policía 6: Ciudad sitiada              | Lt. Proctor                           |
| 1989 | Wedding Band                             | Una boda de locos                                       | Ritchie                               |
| 1990 | Why Me?                                  | A mí que me registren                                   | Phone Technician                      |
| 1990 | Club Fed                                 | -                                                       | Howard Polk                           |
| 1990 | Masters of Menace                        | -                                                       | Wallace Wolfby                        |
| 1992 | Hero                                     | Héroe por accidente                                     | Paramedic                             |
| 1993 | Loaded Weapon 1                          | Con el arma a punto                                     | Irv                                   |
| 1994 | The Silence of the Hams                  | El silencio de los borregos                             | Interrogating Officer                 |
| 1998 | Krippendorf's Tribe                      | La tribu de los Krippendorf                             | Principal Reese                       |
| 2002 | Naked Movie                              | -                                                       | Himself                               |
| 2003 | Dreamcatcher                             | El cazador de sueños                                    | Hofferman                             |
| 2012 | BuzzKill                                 | -                                                       | Dennis                                |
| 2014 | X-Men: Days of Future Past               | X-Men: días del futuro pasado                           | Pentagon Security                     |
| 2014 | All Stars                                | -                                                       | Lance Grayden                         |
| 2015 | Come Simi                                | -                                                       | Dickie                                |
| 2018 | Spare Room                               | -                                                       | Walt                                  |